# مایکل شولر (بازیکن فوتبال)
مایکل شولر (انگلیسی: Michael Schüler؛ زادهٔ ۲۲ ژوئیهٔ ۱۹۹۷) بازیکن فوتبال اهل آلمان است.
از باشگاه‌هایی که در آن بازی کرده‌است می‌توان به باشگاه فوتبال کارل زایس ینا اشاره کرد.